# Calliope calliope
El ruiseñor calíope (Calliope calliope) también conocido como gargarita roja o petirrojo siberiano, es una especie de ave paseriforme de la familia Muscicapidae nativa de Asia. Anteriormente fue clasificada en la familia Turdidae, pero en la actualidad en general se considera en la familia Muscicapidae. 
Es una especie migratoria insectívora que se reproduce en los bosques de coníferas en Siberia. Anida cerca del suelo. Pasa el invierno en la India e Indonesia. Es un vagabundo extremadamente raro en Europa Occidental, pero ha sido avistado tan al oeste como Gran Bretaña.
Es ligeramente mayor en tamaño que el petirrojo europeo.

## Subespecies
Se reconocen tres subespecies:
- C. c. beicki Meise, 1937
- C. c. calliope (Pallas, 1776)
- C. c. camtschatkensis (Gmelin, 1789)